# پاناگیوتیس گیونیس

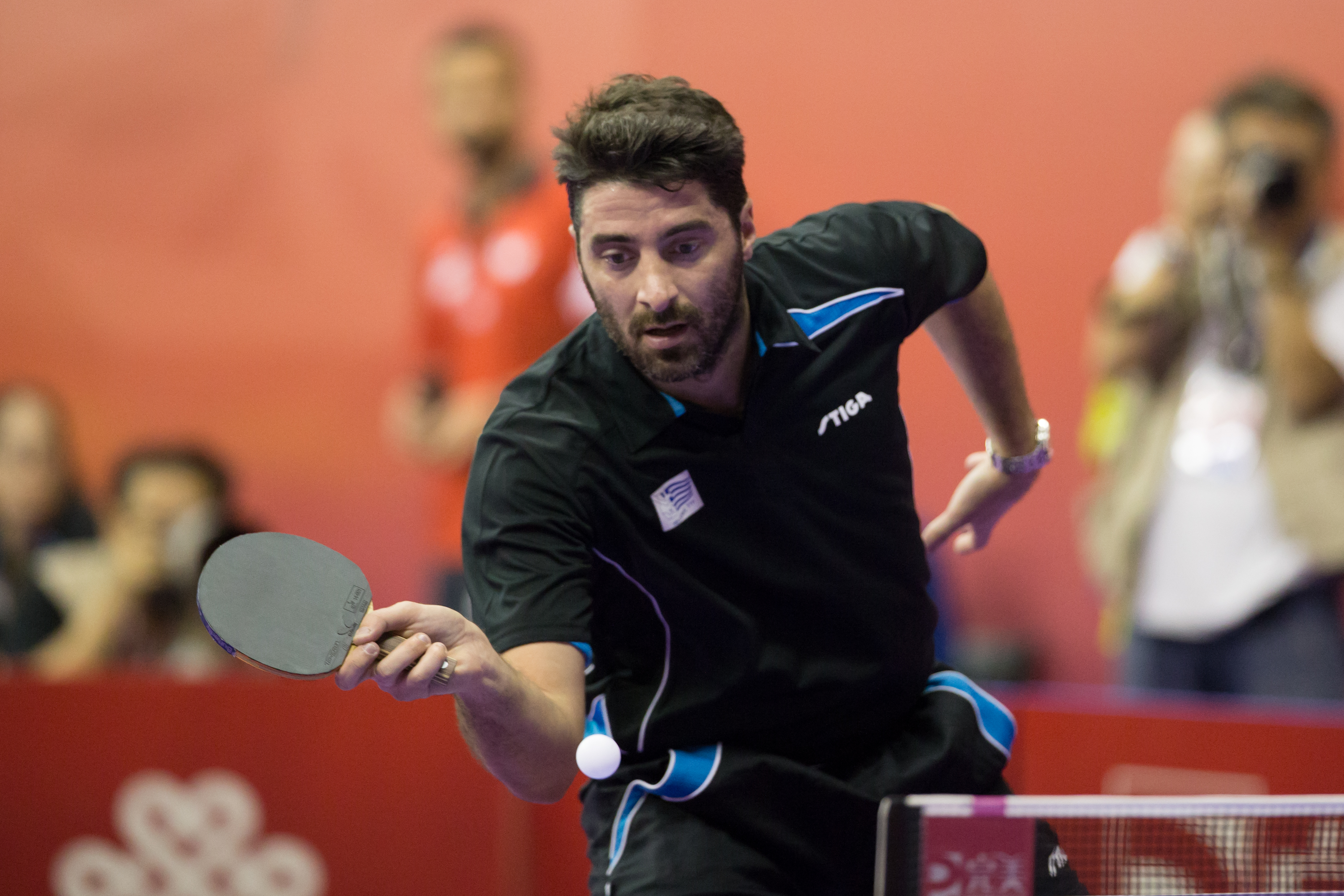

پاناگیوتیس گیونیس (انگلیسی: Panagiotis Gionis؛ زادهٔ ۷ ژانویهٔ ۱۹۸۰) یک بازیکن تنیس روی میز اهل یونان است.